# Rogério Lemgruber
Rogério Lemgruber (Río de Janeiro, 5 de enero de 1952 - Río de Janeiro, 29 de mayo de 1992), también conocido como Bagulhão, fue un narcotraficante brasileño, creador de la organización criminal Falange Vermelha, antecesora del grupo hoy conocido como Comando Vermelho.
Nació en la favela de Caju y vivió en la favela do Sapo. Trabajó en el narcotráfico y fue uno de los fundadores de la facción criminal "Falange Vermelha" y de su sucesora, el Comando Vermelho. Pasó la mayor parte de su vida en la cárcel de Ilha Grande donde comenzó a organizar el Comando Vermelho mediante la unión entre narcotraficantes y presos políticos.
Rogério Lemgruber murió el 29 de mayo de 1992, en el Hospital Miguel Couto de Río de Janeiro por complicaciones de diabetes